# 埃丽·道尔

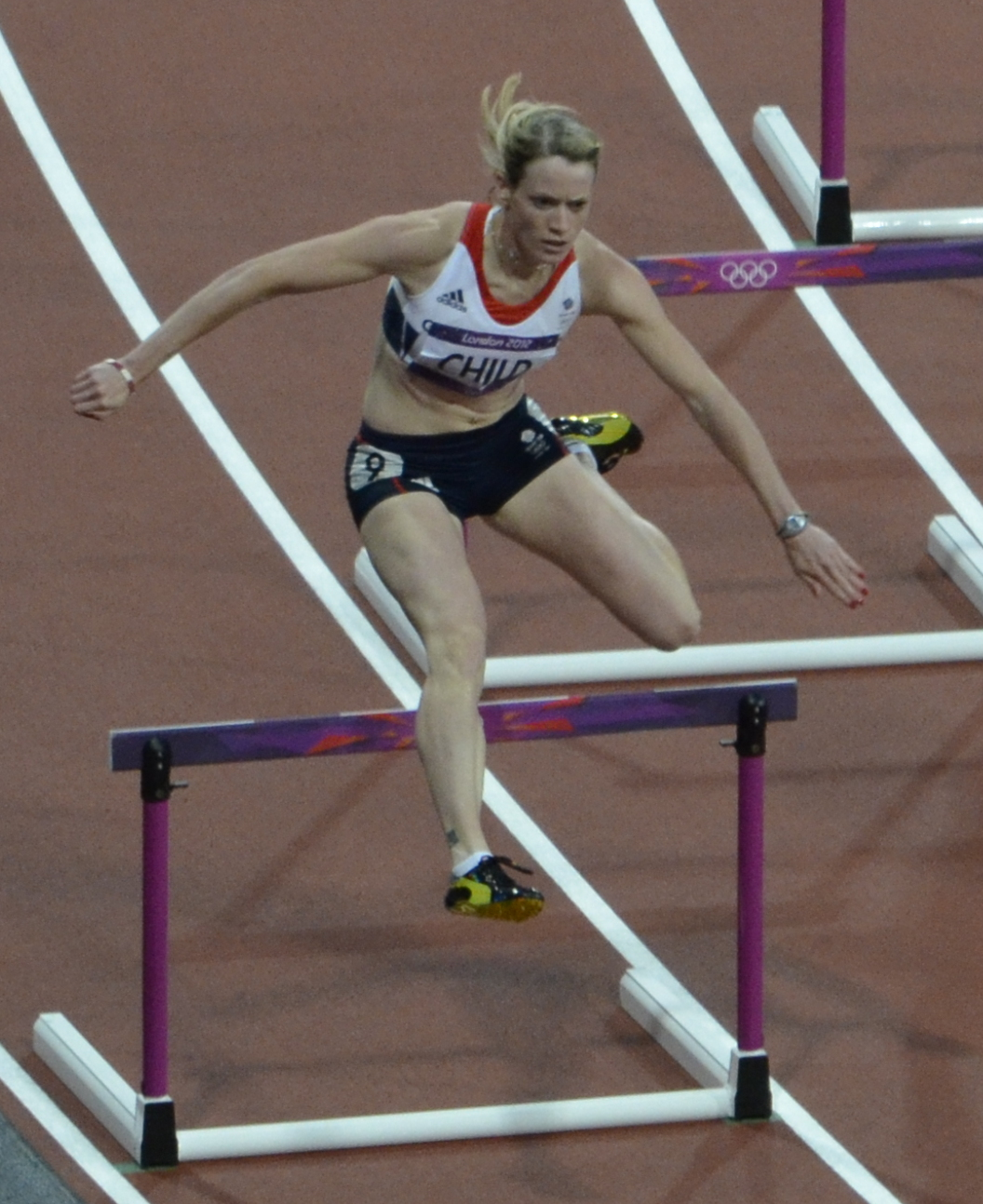
埃丽·道尔

埃丽·道尔（英語：Eilidh Doyle，娘家姓查尔德（Child），1987年2月20日—）是一名专长于400米跨栏和1600米接力赛跑的英国田径运动员。她曾代表英国参加2012年伦敦奥运和2016年里约奥运，其中在2016年里约奥运获得女子4×400米接力的铜牌。